# U-21-Fußball-Europameisterschaft 2021/Finalrunde
Finalrunde der U-21-Fußball-Europameisterschaft 2021:

## Viertelfinale

### Niederlande – Frankreich 2:1 (0:1)
| Niederlande                                     | Niederlande | Frankreich | Frankreich |
| ----------------------------------------------- | --- | --- | ---------- |
| Niederlande                                     | \| 31. Mai um 18:00 Uhr in Budapest (Bozsik Aréna) \| \| Ergebnis: 2:1 (0:1) \| \| Schiedsrichter: Maurizio Mariani ( Italien) \| \| Spielbericht \|                                                                                       | \| 31. Mai um 18:00 Uhr in Budapest (Bozsik Aréna) \| \| Ergebnis: 2:1 (0:1) \| \| Schiedsrichter: Maurizio Mariani ( Italien) \| \| Spielbericht \| | Frankreich |
| Niederlande                                     | Justin Bijlow – Jordan Teze, Perr Schuurs, Sven Botman, Tyrell Malacia (78. Mitchel Bakker) – Calvin Stengs, Abdou Harroui, Dani de Wit , Ferdi Kadioglu (78. Azor Matusiwa) – Myron Boadu, Justin Kluivert Cheftrainer: Erwin van de Looi | Illan Meslier – Colin Dagba (13. Pierre Kalulu), Ibrahima Konaté , Dayot Upamecano, Faitout Maouassa – Moussa Diaby (60. Romain Faivre), Boubakary Soumaré (60. Maxence Caqueret), Aurélien Tchouaméni, Houssem Aouar – Jonathan Ikoné, Odsonne Édouard (76. Amine Gouiri) Cheftrainer: Sylvain Ripoll | Frankreich |
| Niederlande                                     | 1:1 Boadu (51.) 2:1 Boadu (90.+3') | 0:1 Upamecano (23.) | Frankreich |
| Niederlande                                     | de Wit (13.), Kluivert (69.) | | Frankreich |
| Niederlande                                     | Spieler des Spiels: Myron Boadu | | Frankreich |
| 31. Mai um 18:00 Uhr in Budapest (Bozsik Aréna) | | |            |
| Ergebnis: 2:1 (0:1)                             | | |            |
| Schiedsrichter: Maurizio Mariani ( Italien)     | | |            |
| Spielbericht                                    | | |            |

### Spanien – Kroatien 2:1 n.V. (1:1, 0:0)
| Spanien                                               | Spanien | Kroatien | Kroatien |
| ----------------------------------------------------- | --- | --- | -------- |
| Spanien                                               | \| 31. Mai um 18:00 Uhr in Maribor (Stadion Ljudski vrt) \| \| Ergebnis: 2:1 n. V. (1:1, 0:0) \| \| Schiedsrichter: Giorgi Kruaschwili ( Georgien) \| \| Spielbericht \| | \| 31. Mai um 18:00 Uhr in Maribor (Stadion Ljudski vrt) \| \| Ergebnis: 2:1 n. V. (1:1, 0:0) \| \| Schiedsrichter: Giorgi Kruaschwili ( Georgien) \| \| Spielbericht \| | Kroatien |
| Spanien                                               | Alvaro Fernández – Óscar Mingueza, Jorge Cuenca, Hugo Guillamón, Adriá Pedrosa (78. Marc Cucurella) – Fran Beltrán (58. Gonzalo Villar), Martin Zubimendi – Brahim Díaz (83. Yeremi Pino), Manu García, Bryan Gil (83. Juan Miranda) – Fernando Niño (58. Javi Puado) Cheftrainer: Luis de la Fuente | Adrian Šemper – Boško Šutalo, Mario Vušković, Joško Gvardiol, Domagoj Bradarić – Hrvoje Babec (71. Kristijan Bistrović) – Lovro Majer (78. Stipe Biuk), Bartol Franjić (78. Neven Djurasek), Nikola Moro (71. Sandro Kulenovič), Luka Ivanušec – Petar Musa (64. Dario Špikić) Cheftrainer: Igor Bišcan | Kroatien |
| Spanien                                               | 1:0 Puado (65.) 2:1 Puado (110.) | 1:1 Ivanušec (90.+3', Foulelfmeter) | Kroatien |
| Spanien                                               | Mingueza (88.), Guillamón (90.+3') | Musa (43.), Šutalo (62.), Bradarić (87.), Ivanušec (120.+1') | Kroatien |
| Spanien                                               | Spieler des Spiels: Javi Puado | | Kroatien |
| 31. Mai um 18:00 Uhr in Maribor (Stadion Ljudski vrt) | | |          |
| Ergebnis: 2:1 n. V. (1:1, 0:0)                        | | |          |
| Schiedsrichter: Giorgi Kruaschwili ( Georgien)        | | |          |
| Spielbericht                                          | | |          |

### Dänemark – Deutschland 2:2 n.V. (1:1, 0:0), 5:6 i.E.
| Dänemark                                                 | Dänemark | Deutschland | Deutschland |
| -------------------------------------------------------- | --- | --- | ----------- |
| Dänemark                                                 | \| 31. Mai um 21:00 Uhr in Székesfehérvár (MOL Aréna Sóstó) \| \| Ergebnis: 2:2 n. V. (1:1, 0:0), 5:6 i. E. \| \| Zuschauer: 3.000 \| \| Schiedsrichter: Guillermo Cuadra Fernández ( Spanien) \| \| Spielbericht \| | \| 31. Mai um 21:00 Uhr in Székesfehérvár (MOL Aréna Sóstó) \| \| Ergebnis: 2:2 n. V. (1:1, 0:0), 5:6 i. E. \| \| Zuschauer: 3.000 \| \| Schiedsrichter: Guillermo Cuadra Fernández ( Spanien) \| \| Spielbericht \|                                                                              | Deutschland |
| Dänemark                                                 | Oliver Christensen – Rasmus Carstensen, Victor Nelsson , Frederik Alves, Andreas Poulsen (44. Victor Bernth Kristiansen) – Magnus Kofod Andersen (89. Morten Hjulmand), Nikolas Nartey, Jesper Lindstrøm (45. Carlo Holse) – Mohamed Daramy, Anders Dreyer (91. Gustav Isaksen), Jacob Bruun Larsen (66. Wahid Faghir) Cheftrainer: Alberto Capellas Herms ( Spanien) | Finn Dahmen – Josha Vagnoman (91. Paul Jaeckel), Amos Pieper, Nico Schlotterbeck, David Raum – Florian Wirtz (87. Lars Lukas Mai), Anton Stach (75. Mateo Klimowicz), Arne Maier – Ridle Baku (75. Karim Adeyemi), Lukas Nmecha, Mergim Berisha (64. Jonathan Burkardt) Cheftrainer: Stefan Kuntz | Deutschland |
| Dänemark                                                 | 1:0 Faghir (69.) 2:2 Nelsson (108., Foulelfmeter) | 1:1 Nmecha (88.) 1:2 Burkardt (100.) | Deutschland |
| Dänemark                                                 | Elfmeterschießen | | Deutschland |
| Dänemark                                                 | 1:0 Isaksen 2:0 Holse Dahmen hält gegen Faghir 3:2 Hjulmand 4:3 Nelsson 5:4 Nartey Dahmen hält gegen Kristiansen | Christensen hält gegen Burkardt 2:1 Maier 2:2 Mai 3:3 Schlotterbeck 4:4 Nmecha 5:5 Pieper 5:6 Jaeckel | Deutschland |
| Dänemark                                                 | Nelsson (104.), Faghir (117.) | Schlotterbeck (91.), Adeyemi (103.), Nmecha (118.) | Deutschland |
| Dänemark                                                 | Spieler des Spiels: David Raum | | Deutschland |
| 31. Mai um 21:00 Uhr in Székesfehérvár (MOL Aréna Sóstó) | | |             |
| Ergebnis: 2:2 n. V. (1:1, 0:0), 5:6 i. E.                | | |             |
| Zuschauer: 3.000                                         | | |             |
| Schiedsrichter: Guillermo Cuadra Fernández ( Spanien)    | | |             |
| Spielbericht                                             | | |             |

### Portugal – Italien 5:3 n.V. (3:3, 2:1)
| Portugal                                            | Portugal | Italien | Italien |
| --------------------------------------------------- | --- | --- | ------- |
| Portugal                                            | \| 31. Mai um 21:00 Uhr in Ljubljana (Stadion Stožice) \| \| Ergebnis: 5:3 n. V. (3:3, 2:1) \| \| Schiedsrichter: François Letexier ( Frankreich) \| \| Spielbericht \| | \| 31. Mai um 21:00 Uhr in Ljubljana (Stadion Stožice) \| \| Ergebnis: 5:3 n. V. (3:3, 2:1) \| \| Schiedsrichter: François Letexier ( Frankreich) \| \| Spielbericht \| | Italien |
| Portugal                                            | Diogo Costa – Diogo Dalot, Diogo Queirós , Diogo Leite, Tomás Tavares – Gedson Fernandes (74. Jota), Daniel Bragança (86. Romário Baró), Vitinha – Fábio Vieira (86. Francisco Conceição) – Gonçalo Ramos (69. Florentino), Dany Mota (94. Rafael Leão) Cheftrainer: Rui Jorge | Marco Carnesecci – Matteo Lovato, Enrico Del Prato , Luca Ranieri – Raoul Bellanova (75. Gabriele Zappa), Davide Frattesi, Nicolò Rovella (81. Patrick Cutrone), Tommaso Pobega (75. Giulio Maggiore), Marco Sala (81. Riccardo Sottil) – Giacomo Raspadori, Gianluca Scamacca (91. Samuele Ricci) Cheftrainer: Paolo Nicolato | Italien |
| Portugal                                            | 1:0 Mota (6.) 2:0 Mota (31.) 3:1 Ramos (58.) 4:3 Jota (109.) 5:3 Conceição (119.) | 2:1 Pobega (45.) 3:2 Scamacca (60.) 3:3 Cutrone (88.) | Italien |
| Portugal                                            | Conceição (120.) | Pobega (57.), Sala (62.), Lovato (85.), Cutrone (114.), Ranieri (120.+2') | Italien |
| Portugal                                            | Lovato (91.) | | Italien |
| Portugal                                            | Spieler des Spiels: Dany Mota | | Italien |
| 31. Mai um 21:00 Uhr in Ljubljana (Stadion Stožice) | | |         |
| Ergebnis: 5:3 n. V. (3:3, 2:1)                      | | |         |
| Schiedsrichter: François Letexier ( Frankreich)     | | |         |
| Spielbericht                                        | | |         |

## Halbfinale

### Spanien – Portugal 0:1 (0:0)
| Spanien                                               | Spanien | Portugal | Portugal |
| ----------------------------------------------------- | --- | --- | -------- |
| Spanien                                               | \| 3. Juni um 18:00 Uhr in Maribor (Stadion Ljudski vrt) \| \| Ergebnis: 0:1 (0:0) \| \| Schiedsrichter: Glenn Nyberg ( Schweden) \| \| Spielbericht \| | \| 3. Juni um 18:00 Uhr in Maribor (Stadion Ljudski vrt) \| \| Ergebnis: 0:1 (0:0) \| \| Schiedsrichter: Glenn Nyberg ( Schweden) \| \| Spielbericht \| | Portugal |
| Spanien                                               | Álvaro Fernández – Óscar Gil, Óscar Mingueza, Jorge Cuenca, Marc Cucurella – Martín Zubimendi, Gonzalo Villar (82. Abel Ruiz) – Brahim Díaz (66. Yeremi Pino), Manu García (76. Oihan Sancet), Bryan Gil (46. Juan Miranda) – Javi Puado Cheftrainer: Luis de la Fuente | Diogo Costa – Diogo Dalot, Diogo Queirós , Diogo Leite, Abdu Conté – Vitinha, Daniel Bragança (65. Romário Baró), Gedson Fernandes (51. Florentino) – Fábio Vieira (90. Pedro Pereira) – Dany Mota (65. Jota), Rafael Leão (64. Tiago Tomás) Cheftrainer: Rui Jorge | Portugal |
| Spanien                                               | 0:1 Cuenca (80., Eigentor) | | Portugal |
| Spanien                                               | Díaz (57.) | Leão (31.) | Portugal |
| Spanien                                               | Spieler des Spiels: Vitinha | | Portugal |
| 3. Juni um 18:00 Uhr in Maribor (Stadion Ljudski vrt) | | |          |
| Ergebnis: 0:1 (0:0)                                   | | |          |
| Schiedsrichter: Glenn Nyberg ( Schweden)              | | |          |
| Spielbericht                                          | | |          |

### Niederlande – Deutschland 1:2 (0:2)
| Niederlande                                              | Niederlande | Deutschland | Deutschland |
| -------------------------------------------------------- | --- | --- | ----------- |
| Niederlande                                              | \| 3. Juni um 21:00 Uhr in Székesfehérvár (MOL Aréna Sóstó) \| \| Ergebnis: 1:2 (0:2) \| \| Zuschauer: 1.000 \| \| Schiedsrichter: Sandro Schärer ( Schweiz) \| \| Spielbericht \| | \| 3. Juni um 21:00 Uhr in Székesfehérvár (MOL Aréna Sóstó) \| \| Ergebnis: 1:2 (0:2) \| \| Zuschauer: 1.000 \| \| Schiedsrichter: Sandro Schärer ( Schweiz) \| \| Spielbericht \| | Deutschland |
| Niederlande                                              | Justin Bijlow – Jordan Teze, Perr Schuurs, Sven Botman (77. Devyne Rensch), Tyrell Malacia – Calvin Stengs (59. Javairô Dilrosun), Abderrahman Harroui (46. Azor Matusiwa), Dani de Wit , Ferdi Kadioglu (69. Kaj Sierhuis) – Myron Boadu, Justin Kluivert Cheftrainer: Erwin van de Looi | Finn Dahmen – Ridle Baku, Amos Pieper, Nico Schlotterbeck, David Raum – Arne Maier (79. Anton Stach), Niklas Dorsch, Salih Özcan (69. Vitaly Janelt) – Florian Wirtz (68. Karim Adeyemi), Lukas Nmecha (69. Jonathan Burkardt), Mergim Berisha (84. Ismail Jakobs) Cheftrainer: Stefan Kuntz | Deutschland |
| Niederlande                                              | 1:2 Schuurs (67.) | 0:1 Wirtz (1.) 0:2 Wirtz (8.) | Deutschland |
| Niederlande                                              | Harroui (26.), de Wit (86.), Sierhuis (90.) | Baku (54.), Dorsch (79.), Stach (90.+5') | Deutschland |
| Niederlande                                              | Spieler des Spiels: Florian Wirtz | | Deutschland |
| 3. Juni um 21:00 Uhr in Székesfehérvár (MOL Aréna Sóstó) | | |             |
| Ergebnis: 1:2 (0:2)                                      | | |             |
| Zuschauer: 1.000                                         | | |             |
| Schiedsrichter: Sandro Schärer ( Schweiz)                | | |             |
| Spielbericht                                             | | |             |

## Finale

### Deutschland – Portugal 1:0 (0:0)
| Deutschland                                         | Deutschland | Portugal | Portugal |
| --------------------------------------------------- | --- | --- | -------- |
| Deutschland                                         | \| 6. Juni um 21:00 Uhr in Ljubljana (Stadion Stožice) \| \| Ergebnis: 1:0 (0:0) \| \| Zuschauer: 4.883 \| \| Schiedsrichter: Giorgi Kruaschwili ( Georgien) \| \| Spielbericht \| | \| 6. Juni um 21:00 Uhr in Ljubljana (Stadion Stožice) \| \| Ergebnis: 1:0 (0:0) \| \| Zuschauer: 4.883 \| \| Schiedsrichter: Giorgi Kruaschwili ( Georgien) \| \| Spielbericht \|                                                                                         | Portugal |
| Deutschland                                         | Finn Dahmen – Ridle Baku, Amos Pieper, Nico Schlotterbeck, David Raum – Arne Maier , Niklas Dorsch (85. Vitaly Janelt), Salih Özcan (90.+2 Anton Stach) – Florian Wirtz (68. Jonathan Burkardt), Lukas Nmecha (85. Ismail Jakobs), Mergim Berisha (67. Karim Adeyemi) Cheftrainer: Stefan Kuntz | Diogo Costa – Diogo Dalot, Diogo Queirós , Diogo Leite, Abdu Conté (86. Gonçalo Ramos) – Vitinha (59. Jota), Florentino (83. Gedson Fernandes), Daniel Bragança – Fábio Vieira – Dany Mota (46. Rafael Leão), Tiago Tomás (59. Francisco Conceição) Cheftrainer: Rui Jorge | Portugal |
| Deutschland                                         | 1:0 Nmecha (49.) | | Portugal |
| Deutschland                                         | Wirtz (12.), Nmecha (43.), Raum (89.), Özcan (90.+2') | Bragança (58.), Jota (90.+3') | Portugal |
| Deutschland                                         | Spieler des Spiels: Ridle Baku | | Portugal |
| 6. Juni um 21:00 Uhr in Ljubljana (Stadion Stožice) | | |          |
| Ergebnis: 1:0 (0:0)                                 | | |          |
| Zuschauer: 4.883                                    | | |          |
| Schiedsrichter: Giorgi Kruaschwili ( Georgien)      | | |          |
| Spielbericht                                        | | |          |